# Grijsblauwe berghoningkruiper
De grijsblauwe berghoningkruiper (Diglossa caerulescens) is een zangvogel uit de familie Thraupidae (tangaren).

## Verspreiding en leefgebied
Deze soort telt 6 ondersoorten:
- D. c. caerulescens: noordelijk Venezuela.
- D. c. ginesi: noordwestelijk Venezuela.
- D. c. media: zuidelijk Ecuador en noordwestelijk Peru.
- D. c. mentalis: zuidoostelijk Peru en westelijk Bolivia.
- D. c. pallida: het noordelijke deel van Centraal-en centraal Peru.
- D. c. saturata: Colombia en westelijk Venezuela.